# 0.5の男
『0.5の男』（0.5のおとこ）は、WOWOWの「連続ドラマW」枠で2023年5月28日から6月25日まで放送されたテレビドラマ。主演は松田龍平。
作中に登場するオンラインゲームは、実在する『IdentityV 第五人格』。

## あらすじ
古くなった実家を２世帯住宅に建て替えることにした立花家だが、ひきこもりの兄・雅治（松田龍平）の居住スペースが問題に。父・修（木場勝己）はこれを機に自立すればいいと言い、母・恵子（風吹ジュン）は無理をさせたくないと擁護する。一方、妹・沙織（臼田あさ美）は兄の部屋をなくして玄関を二つにしたいと自分勝手な主張を繰り出す。話し合いがまとまらない中、ハウスメーカーの川村（井之脇海）の説得によりなんとか「２．５世帯住宅」の建設に向けて歩み出す。
そうして始まった新生活。ゲームの世界ではカリスマとあがめられている雅治だが、妹には「家事を手伝え」、中学生になるお年頃のめい・恵麻（白鳥玉季）には「キモい」と言われ、仕事をしていない“０．５”の存在に居場所はありそうになく……。

## キャスト

### 主要人物
立花雅治 / Q太郎
演 - 松田龍平
所沢にある実家にひきこもっている40歳。昼過ぎに起きて深夜までゲームをしているネトゲ廃人。両親とは仲良くしている。ある日、実家が妹家族との二世帯住宅に建て替えられることになり、新築された2.5世帯住宅の1階にシャワー付き完全防音の個室を与えられ、0.5世帯として居候することになる。

### 塩谷家
塩谷沙織
演 - 臼田あさ美
雅治の妹。食品メーカーを育休中だったが、親との同居を機に仕事に復帰する。
塩谷恵麻〈12〉
演 - 白鳥玉季
中学生。沙織の娘。転居したことで仲の良かった友だちと離れ離れになり、新しい学校に馴染めずにいる。
塩谷蓮〈5〉
演 - 加藤矢紘
保育園児。沙織の息子。雅治に懐く。新しい保育園で出る食事が合わず、通園拒否したり、無理に連れて行っても脱走してしまう。
塩谷健太
演 - 篠原篤
沙織の夫でサラリーマン。妻をサーシャと呼んでいる。同居することで通勤時間が長くなってしまう。

### 立花家
立花修
演 - 木場勝己
雅治の父。定年退職しており、毎朝のジョギングと囲碁を楽しみにしている。
立花恵子
演 - 風吹ジュン
雅治の母。主婦。フラダンスを習っており、講師をしないかと誘われている。

### 雅治のゲーム仲間
玉虫 / 鴨志田智也
演 - 青木柚（第1話・第2話・第4話・最終話）
第4話で、実は立花・塩谷家の隣人だとわかる。高校中退で雅治同様の引きこもり。
ペーさん
演 - 坂本慶介（第1話・第2話・第4話・最終話）

モチモチ
演 - 神田朱未（第1話・第2話・第4話・最終話）
二児の母。実家はもんじゃ屋。

### 小手指南中学校
塩谷恵麻が転校後に通う中学校
菅原爽香
演 - 佐々木告（第2話 - 最終話）
恵麻のクラスメイト。実家は電機屋「スガワラ電機」。
依田星莉、五十嵐瑞姫、根津夢子、福原萌凛
演 - 宮内星莉（第2話 - 最終話）、森田瑞姫（第2話 - 最終話）、安山夢子（第2話 - 最終話）、小熊萌凛（第2話 - 最終話）
恵麻のクラスメイト。菅原爽香と仲良し5人組。
皆川
演 - 川瀬絵梨（第2話・第3話）
担任教師。体育の先生。

### 沙織の会社
東、守屋、中村兄弟、澤村、米田
演 - 師岡広明（第2話・第3話・最終話）、坂口辰平（第2話・第3話・最終話）、三河悠冴（二役、第2話・第3話・最終話）、今井慶（第2話・第3話・最終話）、守田健二（第2話・第3話・最終話）
沙織の同僚の食品企画開発Bチームのメンバー。
御子柴徹〈56〉
演 - 政岡泰志（最終話）
沙織の部署とライバルのAチームの食品企画開発部長。

### 鴨志田家
玉虫（智也）の家族。立花・塩谷家の隣に住んでいる。
鴨志田道代
演 - 広岡由里子（第2話・第4話・最終話）
智也（玉虫）の母。立花・塩谷家の様子を塀の隙間からいつも覗いている。
鴨志田幸助
演 - みのすけ（第4話・最終話）
智也（玉虫）の父。智也が暴れたことで迷惑をかけたお詫びに、と修に愛車の「フィアット」を貸す。

### しろばな保育園
蓮が新たに通う保育園
田崎瞳
演 - 西野七瀬（第2話 - 最終話）
蓮の担任の保育士。送り迎えする雅治のことを気に掛ける。
園長
演 - 大島蓉子（第3話 - 最終話）
漣を送ってきた雅治にパソコンの不調を直してくれるよう頼む。その時は雅治のことをゲームクリエイターだと思いこんでいた。
村田燿、森壮篤
演 - 浅野燿（第3話 - 最終話）、諸橋壮篤（第3話 - 最終話）
蓮が仲良くなる園児。雅治に懐く。

### 周辺人物
川村
演 - 井之脇海（第1話・最終話）
「2.5世帯住宅」を提案したハウスメーカー「三島ハウジング」の営業マン。
ホセ
演 - アンドリー・アドルフ
雅治が通うコンビニの店員。実家の建て替えでしばらく姿を見せなかった雅治が再び来店した時は、病気でもしていたのか？と雅治を気遣う。

### ゲスト
第1話
シェフ
演 - 吉田亮
テレビ番組「動物キングダム 最強の猫おやつ決定戦！ 王者CIAOちゅ～るvs一流シェフ」に出演しているフレンチのシェフ。
第2話
昆虫戦隊バグレンジャー（役名）
演 - 鈴木恒守（赤井カブト / バグレッド）、増山海里（青野くわ / バグブルー）、藤澤慧志（黒瀬ミツオ / バグブラック）、宮下結希（白里蝶々 / バグホワイト）、西村渚砂（黄瀬はちこ / バグイエロー）
蓮が大好きなテレビの戦隊番組「昆虫戦隊バグレンジャー」の主人公。
第4話
岸田
演 - 安井順平
かつて雅治が会社のAI開発部署のリーダーとして働いていた時の上司。娘が蓮と同じしろばな保育園に通っており、お迎えに行って雅治と再会する。雅治の退職後、部下からパワハラで訴えられ会社を辞めている。また、それが原因で離婚している。
岸田の娘
演 - 磯村アメリ
店主
演 - 須田拓也
ネットゲーマーのオフ会が開かれたモチモチの実家のもんじゃ屋「能登」の店主。

## スタッフ
- 脚本 - 牧五百音、沖田修一
- 音楽 - 池永正二[3]
- 主題歌 - 工藤祐次郎「たのしいひとり」[4]
- 監督 - 沖田修一、玉澤恭平
- プロデューサー - 植田春菜[3]、石原仁美[3]、東島真一郎[3]
- 製作 - WOWOW、C.A.L

## 放送日程
| 各話   | 放送日  | サブタイトル     | 脚本              | 監督     |
| ------ | ------- | ---------------- | ----------------- | -------- |
| 第1話  | 5月28日 | 家族以外と話す   | 牧五百音 沖田修一 | 沖田修一 |
| 第2話  | 6月04日 | 昼に外へ出かける | 牧五百音 沖田修一 | 沖田修一 |
| 第3話  | 6月11日 | 電動自転車に乗る | 牧五百音 沖田修一 | 玉澤恭平 |
| 第4話  | 6月18日 | アイスをおごる   | 牧五百音 沖田修一 | 玉澤恭平 |
| 最終話 | 6月25日 | 働く             | 牧五百音 沖田修一 | 沖田修一 |